# Leon Polk Smith
Leon Polk Smith (* 20. Mai 1906 bei Chickasha, Oklahoma; † 4. Dezember 1996 in New York) war ein US-amerikanischer Maler.
Seine geometrisch-konstruktivistischen Kunstwerke wurden durch Piet Mondrian beeinflusst. Er war einer der Begründer und wichtigsten Vertreter der Hard-Edge-Malerei.

## Leben
Smith wurde als achtes von neun Kindern bei Chickasha im Indianer-Territorium geboren, ein Jahr vor dessen Vereinigung mit Oklahoma und Aufnahme in die USA. Beide seiner Eltern waren halb indianischer Abstammung von den Cherokee und siedelten sich dort Ende des 19. Jahrhunderts an. Er wuchs in Nachbarschaft zu den Choctaw und Chickasaw auf. Nach Abschluss der High School 1924 arbeitete er mehrere Jahre auf Ranches in Oklahoma sowie im Straßenbau und Bau von Telefonanlagen in Arizona. Nachdem die elterliche Farm geschlossen wurde und er dadurch keine finanzielle Unterstützung mehr zu geben brauchte, gab er diese Tätigkeiten auf und widmete sich der Ausbildung zum Lehrer.
1931–34 besuchte er das Oklahoma State College in Ada, Oklahoma und schloss mit dem Bachelor of Arts in Englisch ab. Er begann 1934 seinen Beruf als Lehrer, erkrankte jedoch schon bald darauf lebensbedrohlich an Polio.
1936–38 studierte er am Teachers College der Columbia University in New York City. Nach seinem Abschluss mit dem Master of Arts kehrte er nach Oklahoma zurück. 1939 unternahm er eine Reise nach Europa, ohne jedoch das nationalsozialistische Deutschland besuchen zu können, 1940 nach Mexiko. 1941–42 bekleidete er eine Stelle als Assistenzprofessor am Georgia Teachers College in Collegeboro (Statesboro), dessen Politik der Rassentrennung ihn jedoch zur Kündigung bewegte. 1942–44 Inspektor für Kunsterziehung des Staats Delaware.

## Kunst
Mit dreißig Jahren begann Smith künstlerisch tätig zu werden. Die erste Ausstellung mit fünfzehn Gemälden und achtzehn Aquarellen fand im Januar und Februar 1941 in den Uptown Galleries von New York statt. 1942 folgten zwei weitere Ausstellungen. Auf der ersten zeigte er von seiner Mexiko-Reise inspirierte Gemälde. Bei der zweiten wendete er sich bereits von der realistischen Kunst ab und der abstrakten Kunst zu.
1944 zog er auf Dauer nach New York, wurde Assistent von Hilla von Rebay am Museum of Non-Objective Art und erhielt ein Guggenheim-Stipendium. Er arbeitete 1944 in Santa Fe (New Mexico), lehrte 1949–51 am Rollins College in Winter Park (Florida) und hielt sich 1951 für sieben Monate auf Kuba auf. 1958 bekam er ein Stipendium der Longview Foundation und 1968 ein Stipendium des Tamarind Instituts.
Smith versucht in seinen Werken Form, Farbe und Raum in ein Gleichgewicht zu bringen. Seine Arbeiten sind durch seine indianischen Wurzeln beeinflusst.
Smith malt häufig mit scharf konturierten reinen Buntfarben auf Shaped canvases, geformten Leinwänden, oft von runden, aber auch vielgestaltigen Umrissen.
Vielfach konzipiert er diese Leinwände als Einzelelemente, die er zu einem ausgreifenderen Werk arrangiert.

## Auszeichnungen
- 1966 National Council of Arts Award
- 1979 Hassam and Speicher Fund Purchase Award
- 1986 Distinguished alumnus award